# 堀米秀嘉
堀米 秀嘉（ほりまい ひでよし）は日本の技術者、経営者。MD（ミニディスク）の開発者として知られる。豊橋技術科学大学客員教授、奈良先端科学技術大学院大学非常勤講師。

## 経歴

### ソニー時代
1984年、豊橋技術科学大学大学院修了、ソニー入社。同社で直属の上司である青木芳夫とともにMDの開発に携わる。ソニー時代は在籍していた13年間で200件以上の特許を出願するなど、研究に没頭する日々を送っていた。

### HVDの開発
しかし、アイディアが商品化されない事も多く、大容量ディスクの開発を社内で提案したが、言下に断られた事をきっかけに、独立を決意。1996年ソニー退社。1998年、1テラバイトの光ディスクの基本特許を出願。1999年、豊橋市に株式会社オプトウエアを設立（後に本社を横浜市に移転）。同社は大容量光ディスク、ホログラフィック・バーサタイル・ディスク（HVD）の開発を行う開発特化型のベンチャーで、堀米自らドイツのメーカーのコンサルタントを行ったり、内外の電機大手や、ベンチャーキャピタルなどからの出資を引き受けて実験や研究を行っていた。
HVDは技術的にはほぼ完成し、国際標準化団体、Ecmaインターナショナルにおいて標準化を実現するなど、製品化に向けた動きが進んでいたが、資金調達につまづき、頓挫。その後、オプトウエアは新オプトウエアと名前を変え、2008年3月、東京通信機工業の子会社となる。同年7月6日に放送されたTBSのがっちりマンデー!!に堀米が出演し、HVDを紹介。

### ホロテーブル
2005年、沼津市に有限会社ホーリーマインを設立。文部科学省が行っている「知的クラスター創生事業」の支援を受け、堀米の母校である豊橋技術科学大学の井上光輝教授と連携し、Holo Table（ホロテーブル）を開発。これは映像を立体的に表示し、前から見ても後ろから見ても立体映像が浮かび上がるというもので、医療での精密画像表示やテレビや映画などの娯楽利用などを想定しているという。2008年3月特許出願。